# Dwór w Świętochłowicach
Dwór w Świętochłowicach – dwór, który znajdował się w Świętochłowicach, w dzielnicy Centrum przy ulicy Szpitalnej. Zburzony w 1966 roku.

## Historia
Skromny dwór został wybudowany na przełomie XVIII i XIX z polecenia Józefa von Lippa. Von Lipp, ze względu na swoje zadłużenie, sprzedał go Janowi Porębskiemu. W 1827 Porębski odsprzedał dwór Emilowi von Rheinhaben. W 1828 dwór nabył Karol Łazarz Henckel von Donnersmarck. Jednak Donnersmarckowie nie rezydowali nigdy w tym obiekcie.
Była to budowla kamienna, jednopiętrowa, bez ozdób, ze spadzistym dachem oraz kilkoma różnymi budynkami pomocniczymi. Dwór zburzono w 1966, a na jego miejscu powstało osiedle bloków mieszkalnych, zaś część kamieni z rozbiórki wykorzystano do budowy muru na cmentarzu.